# Geneviève Brossard de Beaulieu
Marie-Renée-Geneviève Brossard de Beaulieu, född c. 1755 i La Rochelle, död 1835 i Paris, var en fransk konstnär.
Geneviève Brossard de Beaulieu studerade under Jean-Baptiste Greuze. Hon fick en lyckad karriär som konstnär och specialiserade sig på porträttmåleri samt historiska och mytologiska motiv. Hon drev en skola i Lille som lades ned vid utbrottet av den franska revolutionen. Vid den bourbonska restaurationen i Frankrike beviljades hon en statlig pension. Ett flertal av hennes verk finns bevarade, därbland ett porträtt av den polska prinsessan Elisabeth Lubomirska (numera i Nationella museet i Warszawa i Polen).

### Fotnoter
1. ↑  RKDartists, RKDartists-ID: 13008, läst: 23 augusti 2017.[källa från Wikidata]
2. ↑  Andreas Beyer & Bénédicte Savoy (red.), Artists of the World Online, K.G. Saur Verlag och Walter de Gruyter, 2009, 10.1515/AKL, Artists of the World konstnärs-ID: 10142856T5.[källa från Wikidata]
3. 1 2  läs online, francearchives.fr .[källa från Wikidata]
4. ↑  RKDartists, RKDartists-ID: 13008, läst: 1 juni 2020.[källa från Wikidata]
5. ↑  Union List of Artist Names, 5 februari 2018, ULAN: 500009949, läs online, läst: 14 maj 2019.[källa från Wikidata]
6. ↑  Neil Jeffares: Dictionary of pastellists before 1800. Online Edition